# Celler de Empordàlia
El Celler de Empordàlia, antic celler de la Cooperativa Agrícola de Vilajuïga, és una obra del municipi de Vilajuïga (Alt Empordà) inclosa en l'Inventari del Patrimoni Arquitectònic de Catalunya.

## Descripció
És a l'inici del nucli urbà de la població de Vilajuïga, al tram més urbà de l'antiga carretera GI-610 al seu pas per la població.
És un conjunt format per diversos cossos adossats, que presenten un conjunt de planta irregular. El nucli de la construcció està format per tres grans crugies de planta rectangular, amb les cobertes a dos vessants de teula. La crugia sud té les obertures disposades a dos nivells, corresponents al pis i les golfes. Hi destaca la petita finestra d'arc de mig punt de la façana est. Al costat nord, una altra crugia disposada en paral·lel presenta una cornisa sostinguda per petites mènsules i una planta soterrani, amb una gran finestra d'arc rebaixat. El darrer cos es troba adossat transversalment al sector nord-oest. Formada per una sola planta baixa, amb dos grans portals d'arc rebaixat a la façana principal. L'interior és un espai diàfan que presenta tres grans arcades bastides amb maons, que sostenen un sostre cobert amb bigues de fusta i enllatat amb solera de rajoles, a la catalana. Als costats dels arcs, a la zona del basament, hi ha petites obertures de mig punt, també bastides amb maons. Encara mantenen les botes de fusta i parts de la maquinària originals, juntament amb les noves tines metàl·liques. És la zona destinada a botiga.
Tota la construcció es troba arrebossada i pintada dels colors grana i gris, colors identificatius de l'empresa Empordàlia.

## Història
La cooperativa agrícola de Vilajuïga es va bastir el 1945, i vers el 1947 s'hi va instal·lar un trull d'oli. Posteriorment als anys 60 es va ampliar l'edifici, construint noves naus d'entrada de raïm, zona de producció i cellers.
Darrerament amb l'adquisició del complex per part d'Empordàlia, s'han introduït noves reformes i ampliacions, habilitant sales de criances, garnatxes i caves. De la mateixa manera s'ha introduït una nova àrea destinada a la promoció de tast i visites. Així i tot s'ha conservat el trull d'oli antic i la botiga.